# Le Fleuve (film, 2003)
Pour les articles homonymes, voir Le Fleuve.
Pour plus de détails, voir Fiche technique et Distribution.
Le Fleuve est un film franco-guinéen réalisé par Mama Keïta et sorti en 2003.

## Fiche technique
Sauf indication contraire, les informations mentionnées dans cette section peuvent être confirmées par les bases de données cinématographiques IMDb et Allociné,  présentes dans la section « Liens externes ».
- Titre : Le Fleuve
- Réalisation : Mama Keïta
- Scénario : David Achkar
- Musique : Stomy Bugsy, François Coréa et Lou Achkar
- Photographie : Octavio Espiritu Santo
- Décors : Picasso Ndiaye, Emmanuel Macaigne et Philippe Ruiz
- Montage : Sylvie Adnin
- Son : Alioune Mbow et Jean-Marc Dardalhon
- Production : Renaissance Productions
- Société de distribution : Les Films du Safran
- Pays de production :  France -  Guinée
- Durée : 95 minutes
- Date de sortie :
  - France : 30 mars 2003

## Distribution
Sauf indication contraire, les informations mentionnées dans cette section peuvent être confirmées par les bases de données cinématographiques IMDb et Allociné,  présentes dans la section « Liens externes ».
- Aurélie Coulibaly
- Vincent Byrd Le Sage
- Doc Gyneco
- Stomy Bugsy
- Karim Seghair
- Georges Kritchmar
- Carolkim Tran